# Vodafone Portugal
Vodafone Portugal, une filiale du groupe Vodafone, est le second opérateur de téléphonie mobile au Portugal à la fois historiquement et en termes de parts de marché (34 % in 2006). Ces principaux concurrents sont Optimus (NOS) et TMN (MEO).

## Histoire

### Telecel
Vodafone Portugal est fondé en 1991 sous le nom de Telecel, Comunicações Pessoais, S.A. (Telecel) en remportant la concession comme second opérateur GSM (contre son concurrent, l'opérateur TMN). Le réseau est officiellement lancé en octobre 1992.
En 1996, le groupe lance son offre pre-payed (pré-payement) nommée Vitamina ainsi qu'une offre de pager sous la marque Telechamada. En mai 2000, la société lance sa marque Nerc (prononcer netcetera) d'offre de service d'accès à Internet et de portail Web.

### De Telecel à Vodafone
Initialement, les principaux investisseurs du groupe étaient la banque Banco Espírito Santo, le groupe Amorim et USA's Pacific Telesis. Cette dernière société était la propriétaire de l'opérateur PacTel Cellular qui sera, en 1999, racheté par l'opérateur anglais Vodafone. Indirectement par cette transaction, le groupe Vodafone devient alors actionnaire minoritaire de Telecel, puis majoritaire lorsque la Banco Espírito Santo et Amorim lui vendent leurs parts. En 2003, le groupe lance une offre d'achat pour l'ensemble des actions de Telecel et en devient ainsi l'unique propriétaire. La société est alors renommée Vodafone Portugal.

### Vodafone
En 2002, alors que Telecel est déjà contrôlé par le groupe Vodafone, ce dernier décide d'utiliser la marque Vodafone partout dans le monde afin d'améliorer la notoriété de celle-ci. Telecel est le premier opérateur du groupe à changer de nom, ce processus s'effectuant en trois étapes :
- en ajoutant d'abord le nom de Vodafone à la suite du nom historique (Telecel Vodafone),
- après six mois, en échangeant l'ordre des noms (Vodafone Telecel),
- enfin après six mois de plus, en supprimant le nom historique.

Les études menées ont montré que le public n'avait, grâce à ce système, fait aucune confusion et que la marque n'a pas souffert du changement de nom.
En 2002, Nerc est renommé Vizzavi à la suite de la prise de participation du groupe Vivendi Universal. En 2003, le marché des pagers est abandonné. En 2003, Vizzavi est vendu à IOL, une filiale du groupe de média Media Capital. Le portail Web est fermé et la société lance Vodafone live!.
Le  18 juillet 2016, Vodafone Portugal propose l'application de vidéo à la demande Disney Movies on Demand et les versions HD des chaînes Discovery et MTV.